# Свен Маркеліус
Свен Маркеліус (швед. Sven Markelius, 25 жовтня 1889, Стокгольм — 24 лютого 1972) — шведський архітектор-модерніст, який пропагував напрям функціоналізму. Маркеліус відіграв ключову роль у повоєнному містоплануванні Стокгольма, зокрема створив моделі передмість столиці Vällingby (1950) та Farsta (1960).

## Життєпис
У 1910-ті навчався у Вищій технічній школі та Академії мистецтв у Стокгольмі.
Брав участь у створенні архітектурної частини відомої Стокгольмської виставки 1930 року.
Один із співавторів маніфесту Acceptera !, що закликав до функціоналізму, стандартизації та масового виробництва.

У 1944 — 1954 — головний архітектор Стокгольма. З початку 1950-х Маркеліус керував розробкою та здійсненням генерального плану Стокгольма, в основі якого лежить принцип напівавтономних районів, розділених зеленими зонами.

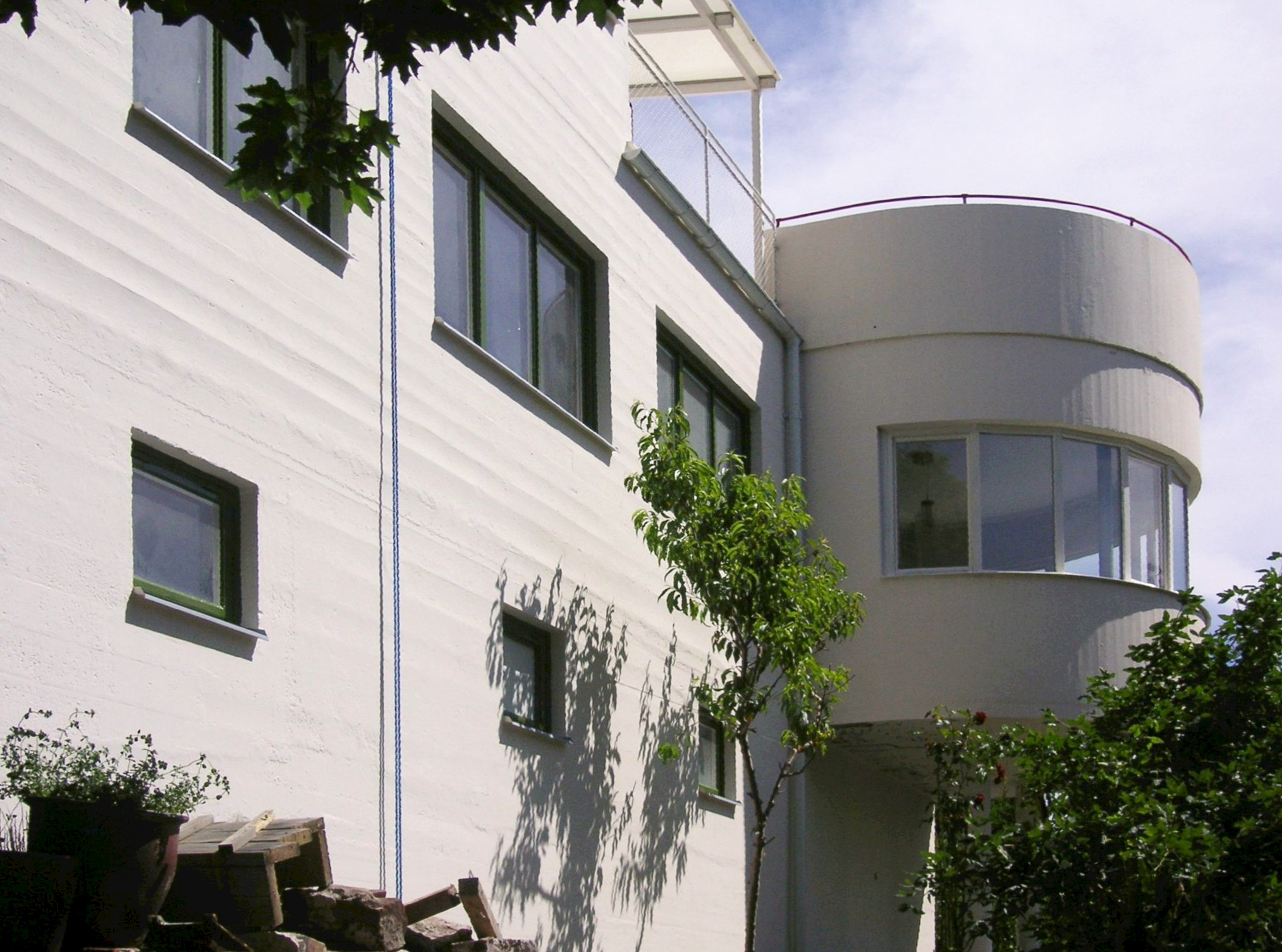
Вілла Маркеліус (1930)
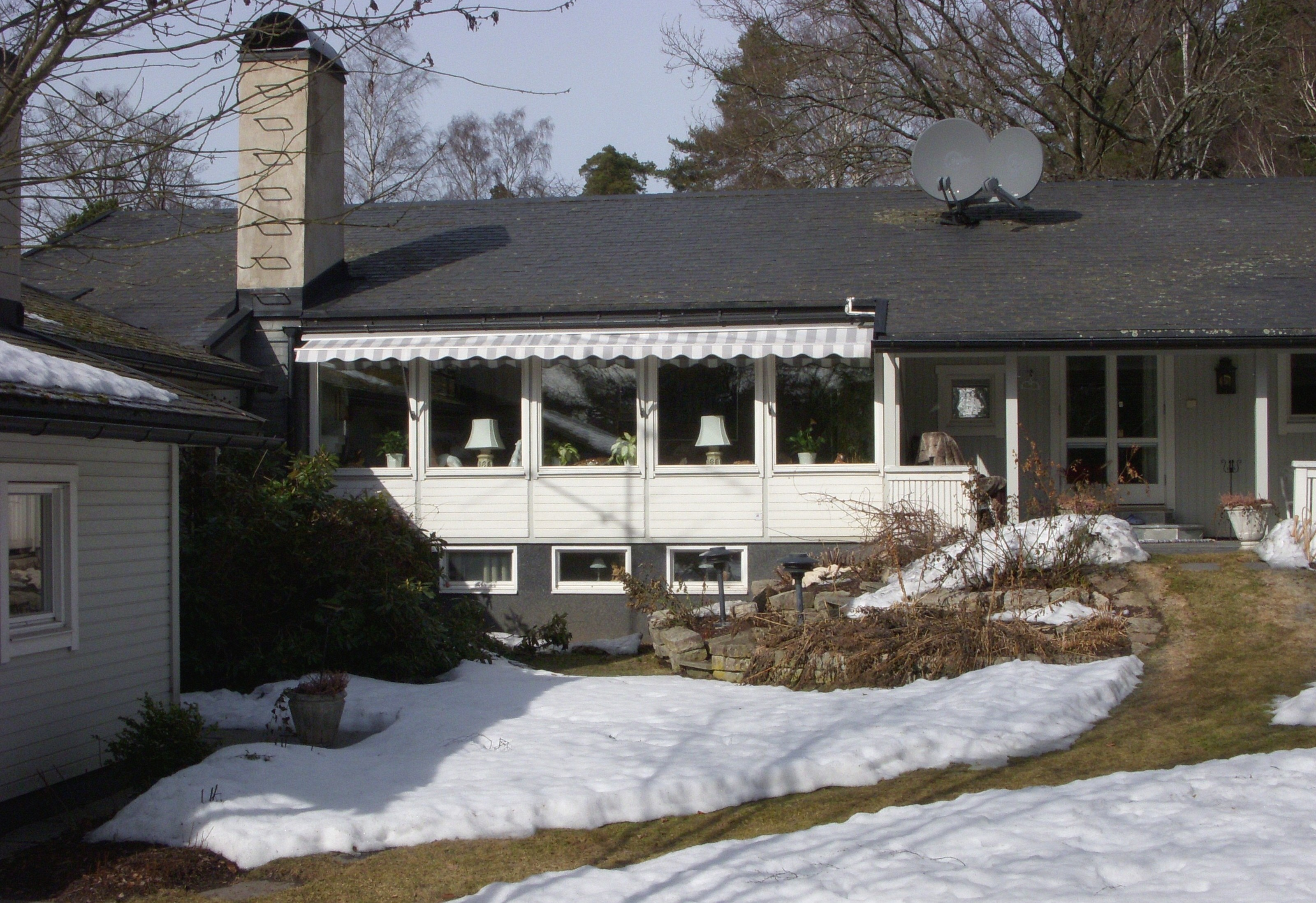
Вілла Маркеліус (1945)
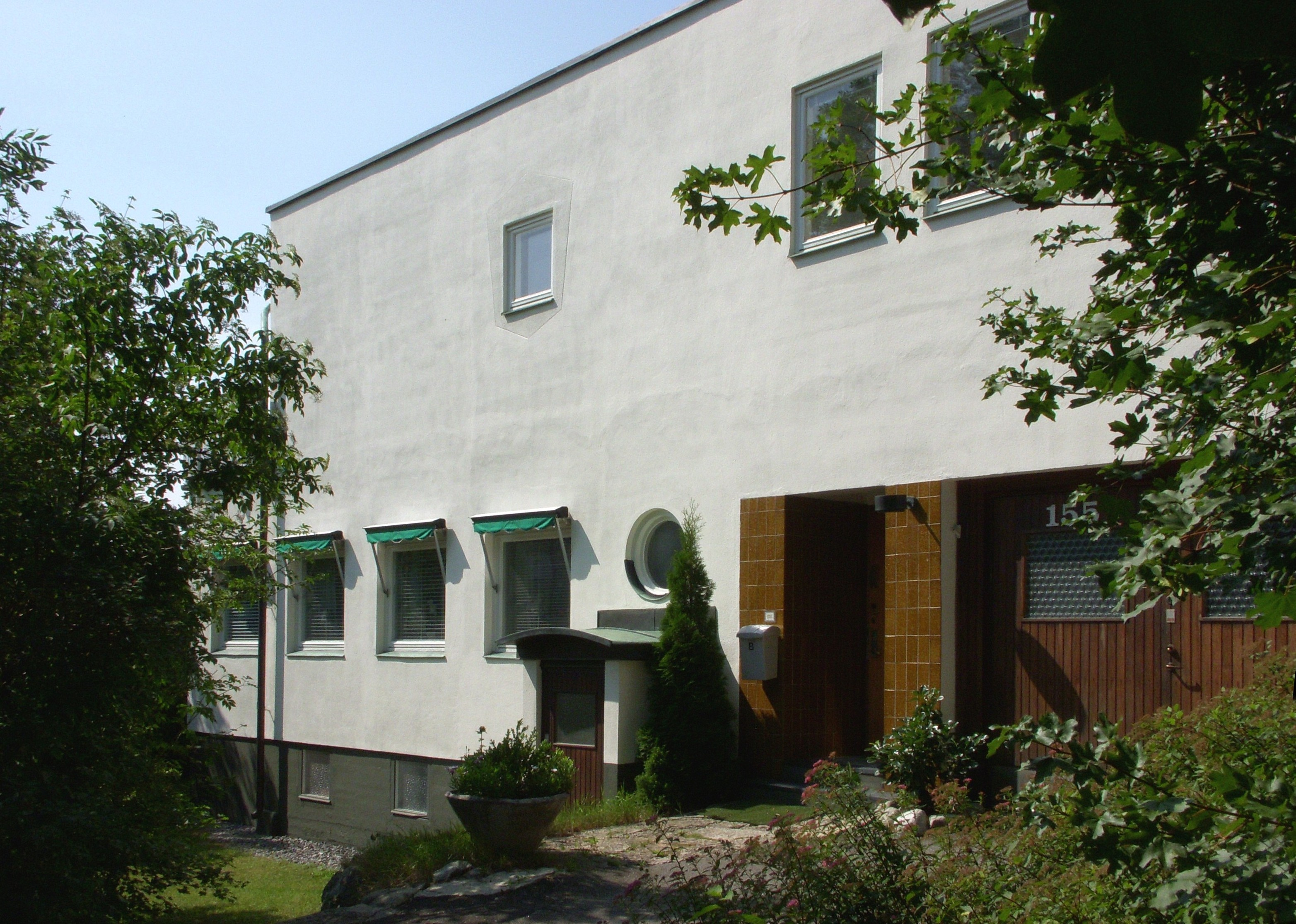
Вілла Мюрдаль
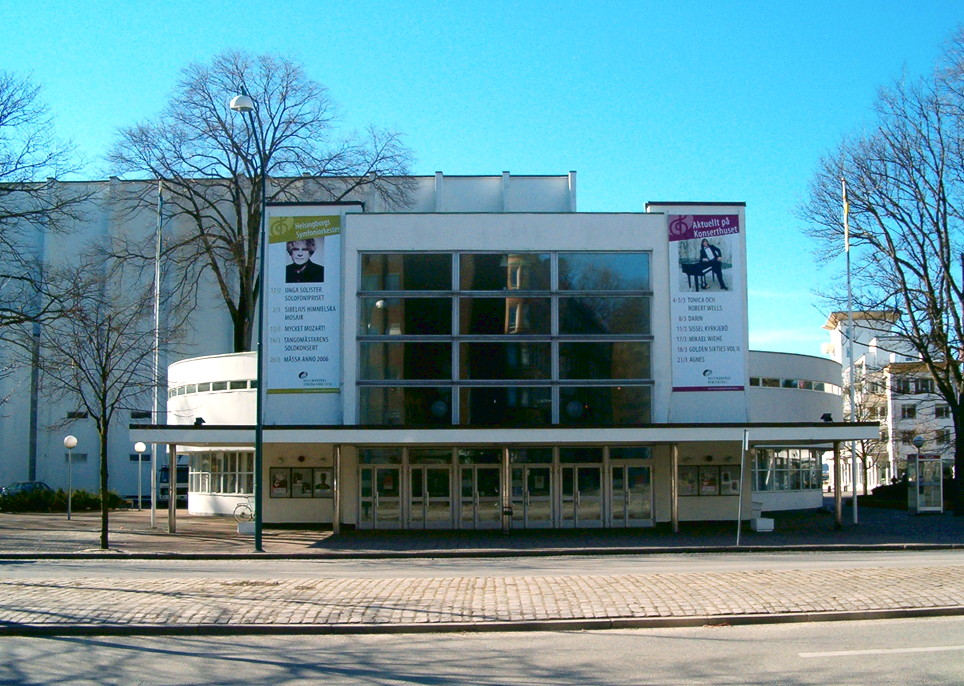
Концертний зал в Гельсінгборгзі, 1932
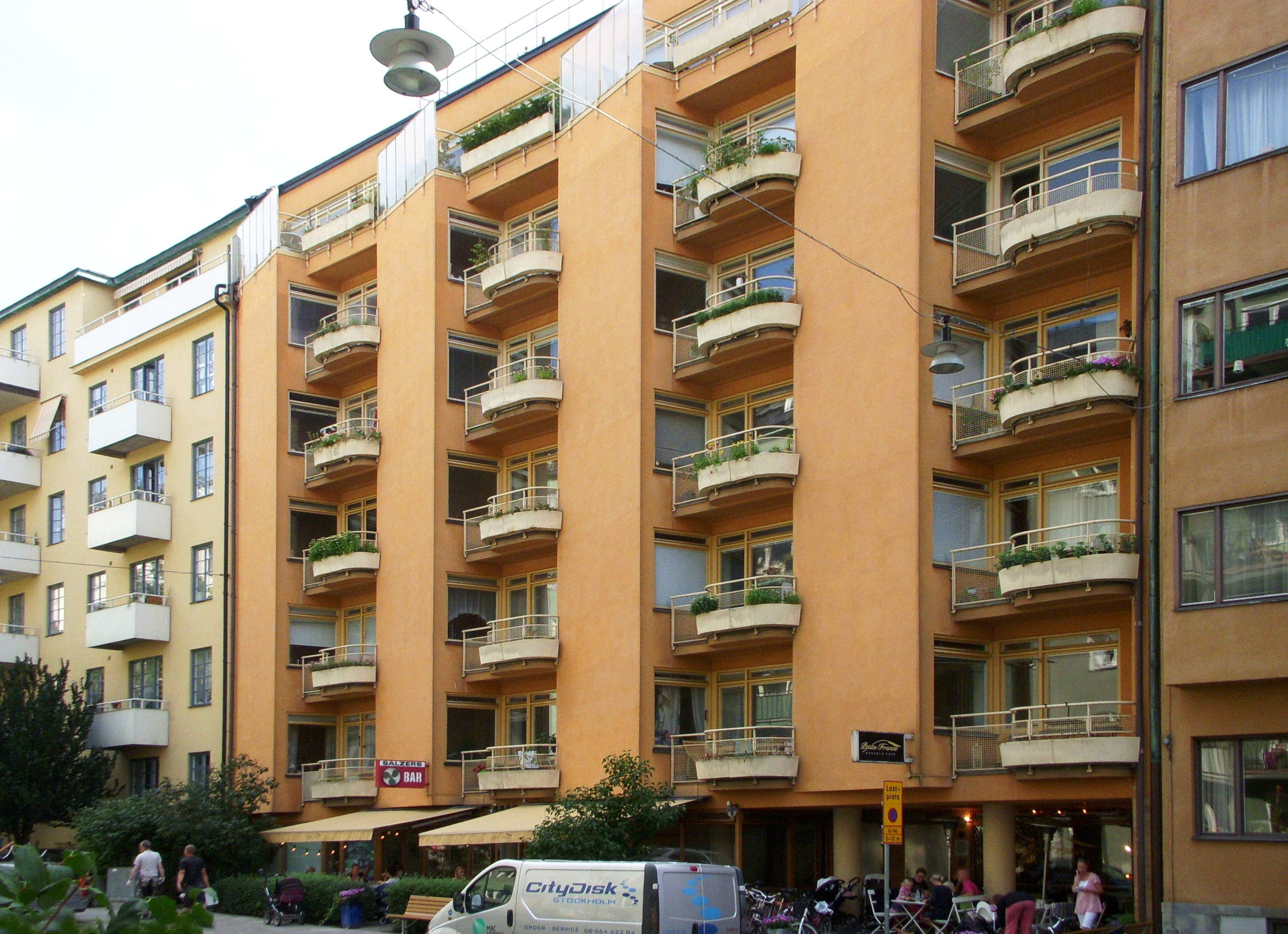
Kollektivhuset
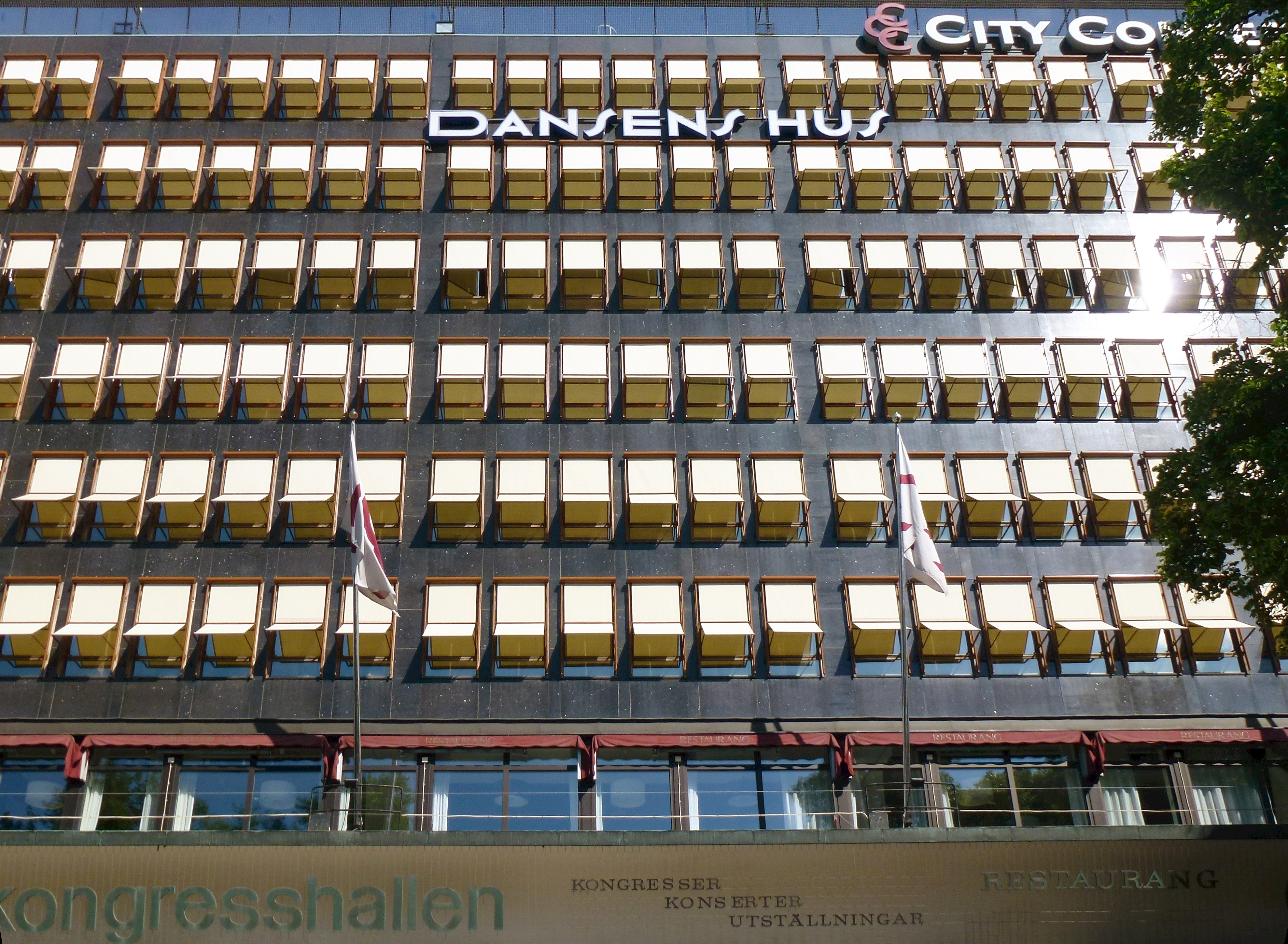
Народний дім в Стокгольмі
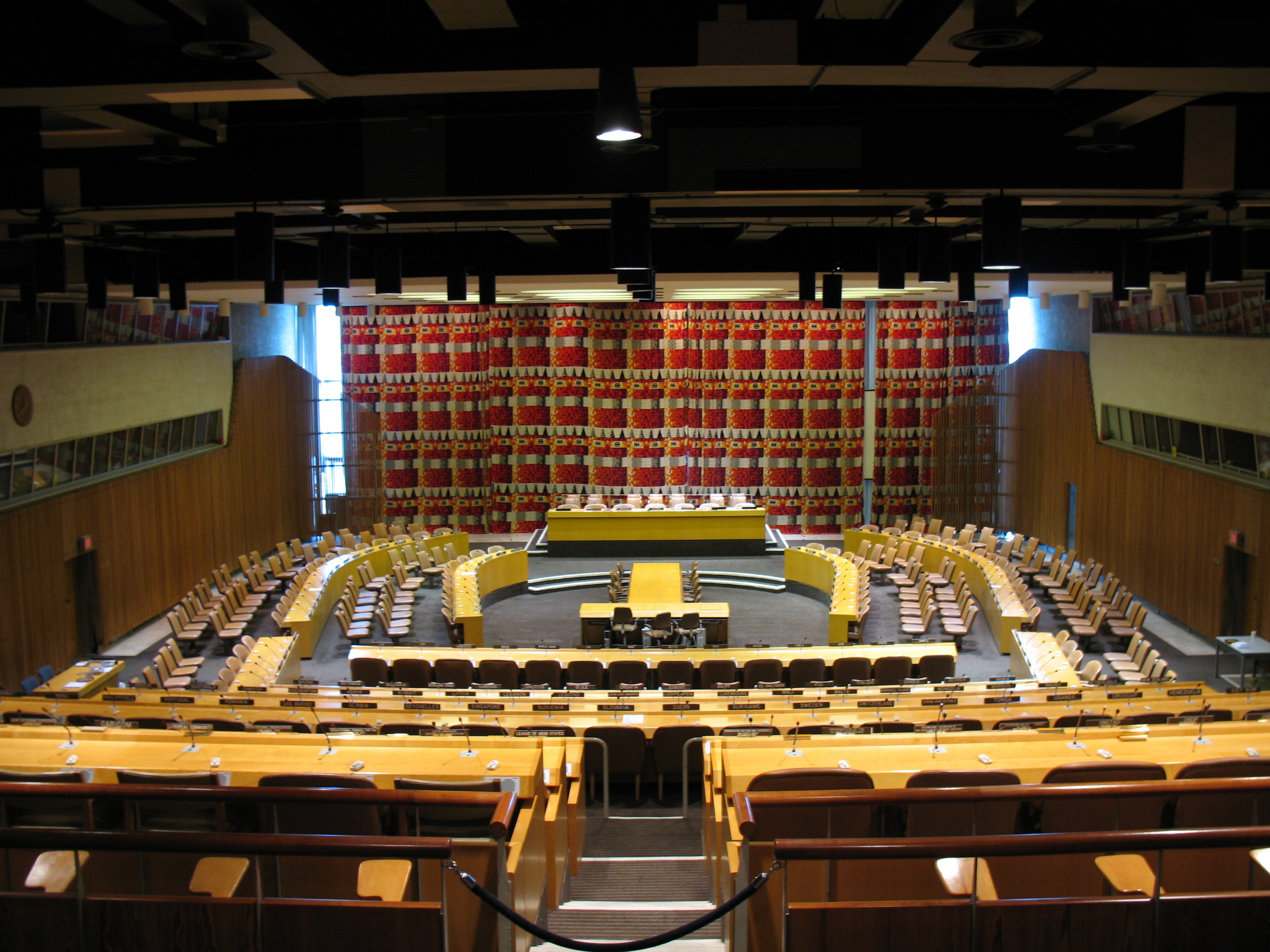
Зала Економічної і соціальної ради ООН
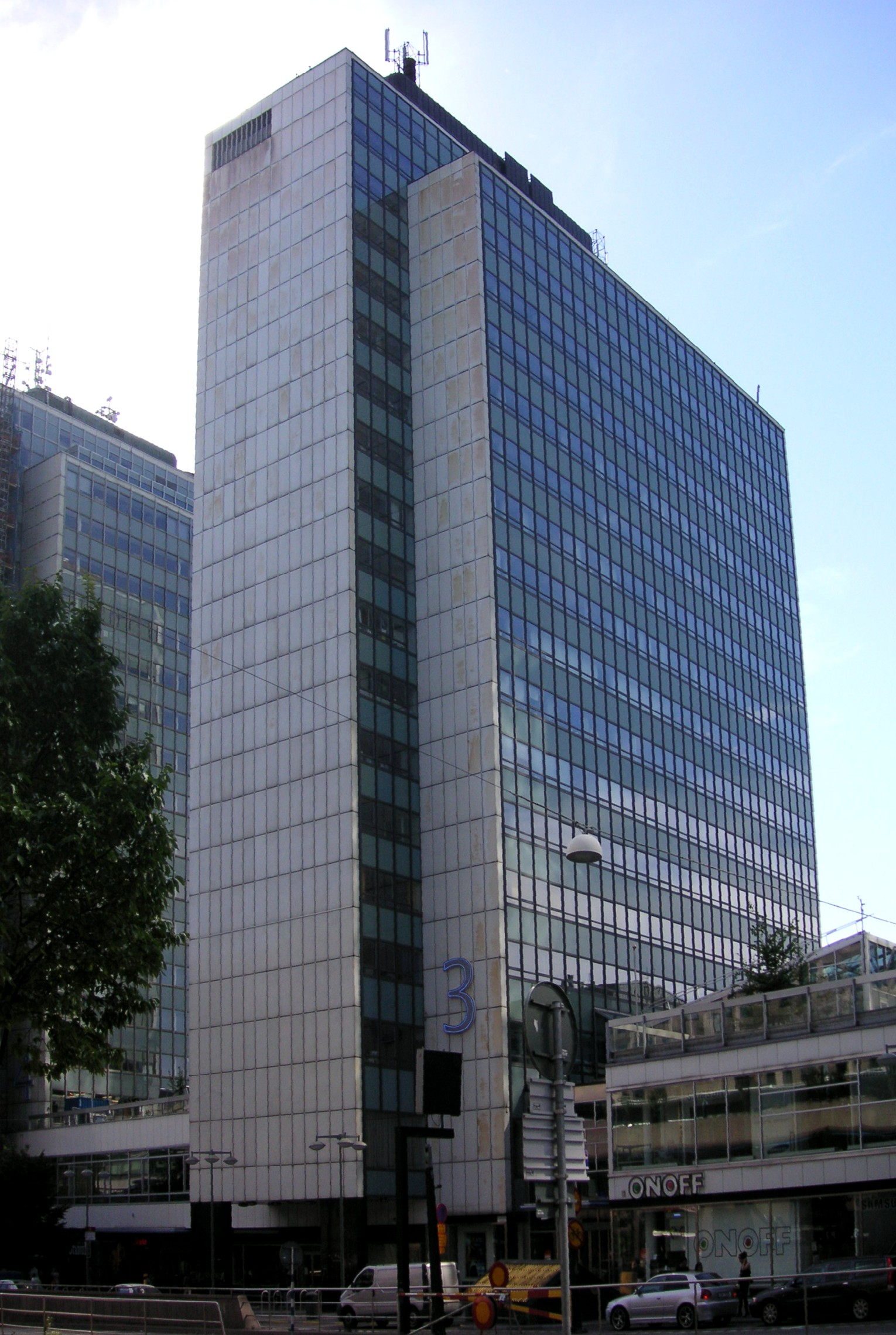
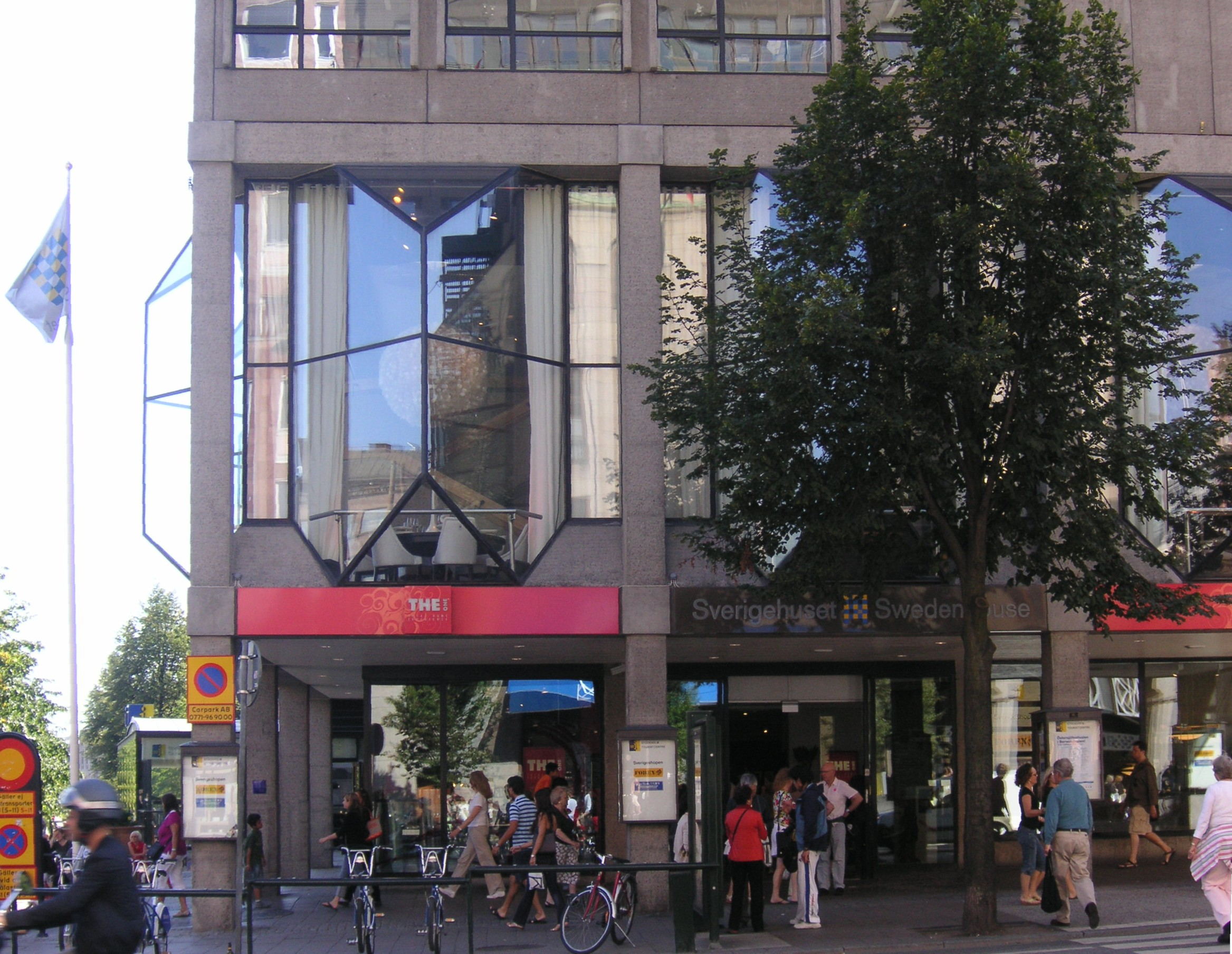
Будинок Швеції в Стокгольмі
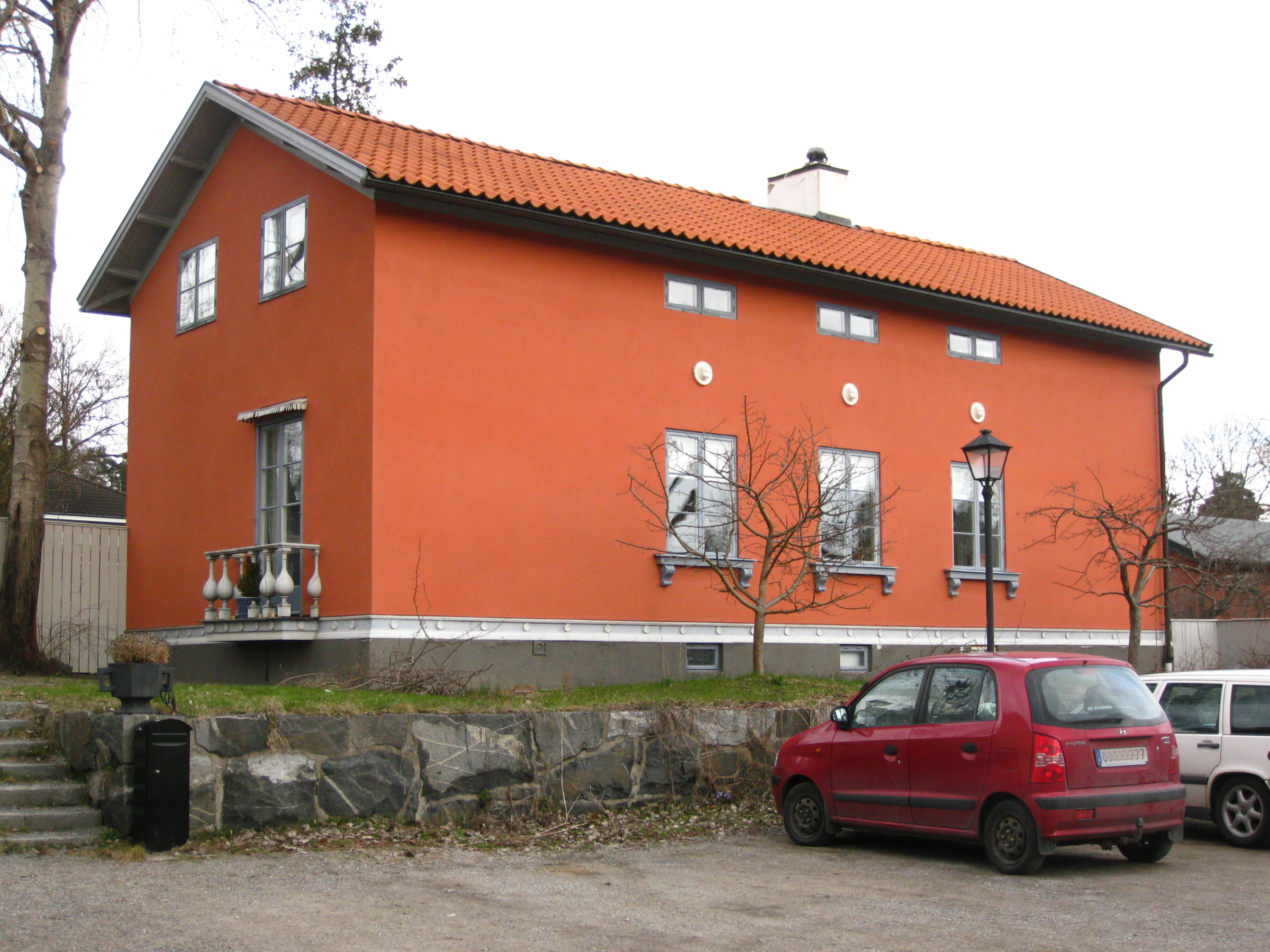
Villagatan 10, Lidingö